# Зрівнювання електричних потенціалів

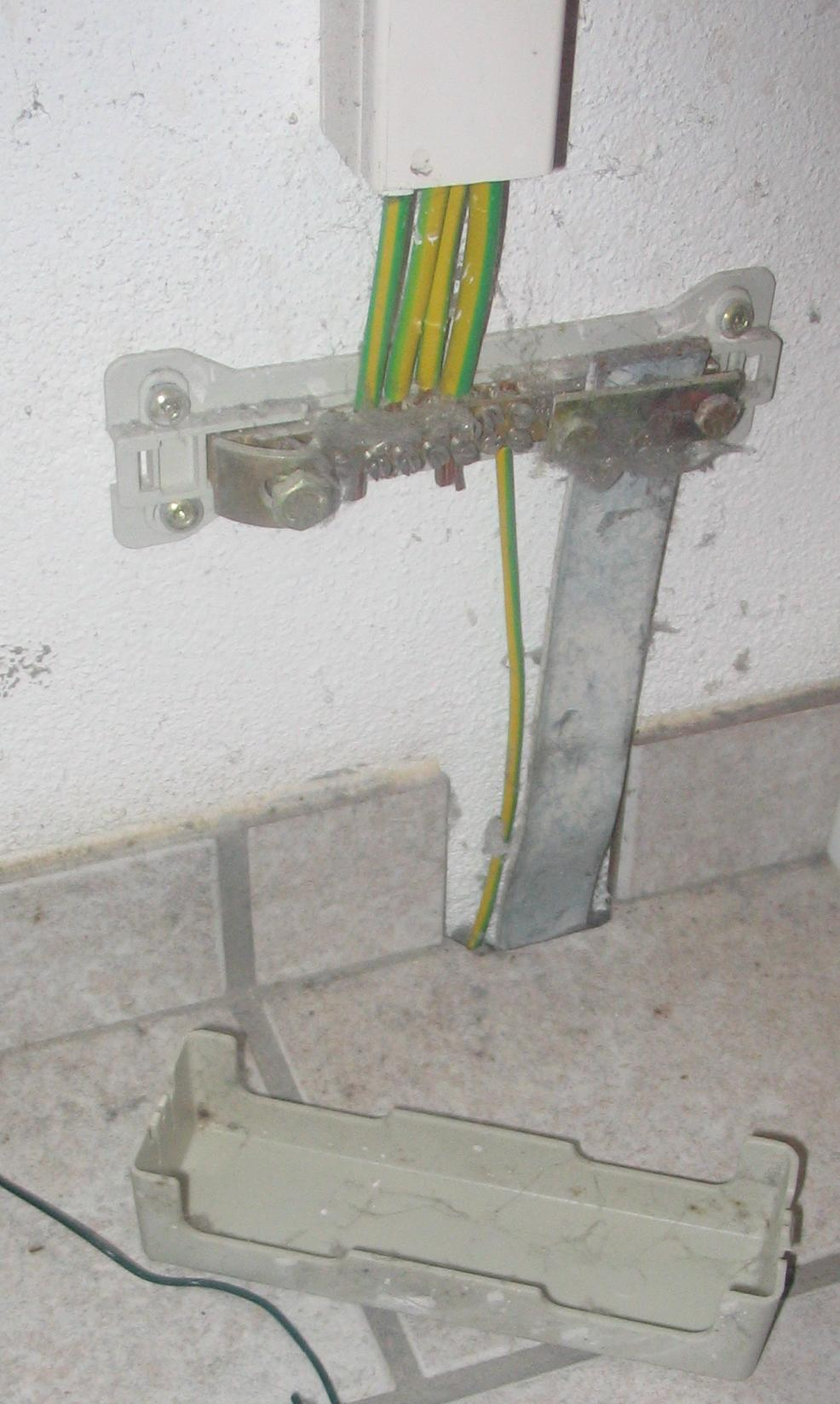
Головна заземлювальна шина (ГЗШ) системи зрівнювання потенціалів

Зрівнювання електричних потенціалів — з'єднання сторонніх провідних частин між собою з метою захисту людини від ураження електричним струмом.
Згідно з ПУЕ України всі установки, що мають автоматичне вимкнення живлення або захисне заземлення, мають під'єднуватись до системи зрівнювання потенціалів. Система зрівнювання потенціалів поділяється на основну та додаткову. До основної системи зрівнювання потенціалів у електроустановках до 1 кВт під'єднуються такі провідні частини, як захисний заземлювальний провідник, металеві труби комунікацій, металеві частини будівельних конструкцій, металеві провідники у струмопровідній підлозі, система блискавкозахисту, металеві частини систем кондиціонування, тощо.